# Carlo De Simone (generale)
Carlo De Simone (Taranto, 4 marzo 1885 – Bologna, 3 aprile 1951) è stato un generale italiano.

## Biografia
Allo scoppio della seconda guerra mondiale era generale nelle forze armate dell'Africa Orientale Italiana.
De Simone partecipò alla conquista italiana della Somalia britannica: comandava la colonna centrale del generale Guglielmo Nasi, composta dalla Divisione coloniale dell'Harar, da 3 brigate coloniali (la XIII, la XIV e la XV), da una compagnia di 12 carri armati medi M11/39, una compagnia di 12 carri armati leggeri CV35), uno squadrone di autoblindo (Fiat 611) e una batteria da 149/13.
Sul cadere del 1940 fu posto a capo dello scacchiere Giuba, le cui forze erano composte da 35.000 uomini della 101ª e 102ª Divisione coloniale. Esse erano dislocate sul confine col Kenya, eccessivamente lungo e con le difese naturali pressoché inefficaci anche a causa del fiume Giuba prevalentemente in secca. Qui venne sferrato l'attacco britannico il cui primo episodio fu l'espugnazione dell'avamposto italiano di El Uach il 15 dicembre 1940. De Simone fu quindi costretto a un ripiegamento durato tre mesi, prima verso la Somalia, poi nello Harar e infine a Sciasciamanna (Galla e Sidama), con le truppe continuamente soggette ad attacchi aerei e a quelli delle orde ribelli abissine.
Catturato dai britannici nel 1941, De Simone fu prigioniero di guerra dal 1941 al 1944. Rilasciato, nel 1945 venne nominato generale comandante ufficiale del VII comando territoriale di difesa per l'Italia.
Nel 1950 divenne prefetto di Bologna.